# Watson Jones
Watson Jones (* vor 1936) ist/war ein US-amerikanischer Toningenieur, der 1956 für einen Oscar nominiert worden war.
Jones wurde für und mit Stanley Kramers Filmdrama … und nicht als ein Fremder in der Kategorie „Bester Ton“ für einen Oscar nominiert, der jedoch an Fred Hynes und die Musicalverfilmung Oklahoma! vergeben wurde. Im Film … und nicht als ein Fremder geht es um einen von Robert Mitchum verkörperten mittellosen Medizinstudenten, der eine Zweckehe mit einer Krankenschwester (Olivia de Havilland) eingeht, die beiden kein Glück bringt. Jones war gemeinsam mit Earl Snyder als Tonmeister für die Tonabteilung der Radio Corporation of America – RCA Sound Department für den Filmton verantwortlich.
Was Jones vor seiner Arbeit für diesen Film getan hat, und wie es danach mit ihm weiterging, ist nicht bekannt.